# Hellertion
El hellertion , es un instrumento musical electrónico, basado en el tubo de vacío como el audión piano y el pianorad. Nació en 1929, fruto de la colaboración entre  Peter Lertes (ingeniero) y  Bruno Helberger (pianista). 
La peculiaridad del hellertion fue ser uno de los primeros instrumentos electrónicos que no utilizaba teclado. El intérprete presionaba sobre un fader que, a su vez, presionaba una resistencia. La fuerza con que se presionaba la resistencia, controlaba el volumen de la señal de audio de salida. 
El instrumento original tenía sólo un fader, después 4 y finalmente seis alineados en paralelo y se asemejaba a una mesa de mezclas. 
La extensión del instrumento llegaba a las cinco octavas. 
- Datos: Q11682377